# 전략적 모호성
전략적 모호성 또는 전략적 불확실성 정책은 세계 정치의 맥락에서 정부 또는 비국가 행위자가 운영이나 위치 정책의 전체 또는 특정 측면과 관련하여 의도적으로 모호하게 하는 관행이다. 이는 일반적으로 주제에 대해 가면을 쓴, 보다 독단적이거나 위협적인 입장을 유지하면서 직접적인 갈등을 피하는 방법이다(넓게 보면 지정학적 위험 회피 전략이다).

## 같이 보기
- 중립국
- 이중간첩
- 비동맹 운동